# یواس‌اس چار (اس‌اس-۳۲۸)
یواس‌اس چار (اس‌اس-۳۲۸) (به انگلیسی: USS Charr (SS-328)) یک زیردریایی بود که طول آن ۳۱۱ فوت ۹ اینچ (۹۵٫۰۲ متر) بود. این زیردریایی در سال ۱۹۴۴ ساخته شد.